# Iñaki Lafuente
Iñaki Lafuente Sancha (* 24. Januar 1976 in Barakaldo) ist ein spanischer Fußballspieler, der zurzeit vereinslos ist.
Schon mit 18 Jahren begann Lafuentes Karriere bei Athletic Bilbao. In den folgenden Jahren fünf Jahren konnte er sich jedoch nicht durchsetzen und spielte unter anderem je eine Saison bei Sestao SC und Elche CF als Leihspieler, um sich weiterzuentwickeln.
Von 1999 bis 2007 kam er auf weit mehr als 100 Einsätze für den baskischen Klub Athletic Bilbao, bis er schließlich im Tausch mit Gorka Iraizoz an Espanyol Barcelona als zweiter Keeper hinter Carlos Kameni ausgeliehen wurde.
Im Sommer 2008 kehrte er als zweiter Torwart wieder in seine baskische Heimat zurück. Dort konnte er sich jedoch nicht durchsetzen und wurde bereits in der Rückrunde der Saison 2008/09 an Sporting Gijón verliehen, ehe er schließlich im Sommer 2009 zum CD Numancia wechselte. Dort blieb er zwei Jahre, ehe sein auslaufender Vertrag im Sommer 2011 nicht verlängert wurde.